# Curtos ruficollis
Curtos ruficollis is een keversoort uit de familie glimwormen (Lampyridae). De wetenschappelijke naam van de soort werd voor het eerst geldig gepubliceerd in 1998 door Jeng & Chang in Jeng, Yang, Satô, Lai & Chang.